# Chrysina adolphi
Chrysina adolphi är en skalbaggsart som beskrevs av Louis Alexandre Auguste Chevrolat 1859. Chrysina adolphi ingår i släktet Chrysina och familjen Rutelidae. Inga underarter finns listade i Catalogue of Life.